# V Sagittarii
V Sagittarii är en gul-vit stjärna i huvudserien i stjärnbilden Skytten. Den misstänktes vara variabel och åsattes variabeldesignation. Noggranna mätningar har emellertid visat att den inte är variabel.